# Marina de Cudeyo
Marina de Cudeyo è un comune spagnolo di 5 252 abitanti situato nella comunità autonoma della Cantabria, comarca di Trasmiera.
Il territorio municipale, posto nella baia di Santander, è bagnato per tre lati dalle acque della ria de San Salvador e della ria de Cubas estuario del fiume Miera. Ciò favorisce l'esistenza di marismas, acquitrini dove si può esercitare il marisqueo cioè la raccolta di molluschi. Tradizionalmente questa attività fu sempre esercitata dalle donne, che poi percorrevano le strade offrendo la vendita dei molluschi raccolti.
Il comune è formato dagli otto nuclei abitati: Agüero, Elechas, Gajano, Orejo, Pedreňa, Pontejos, Rubayo, Setién. Il capoluogo è Rubayo, distante 14 km da Santander, capitale della regione.
L'andamento demografico del comune è stato in crescita dal 1900 al 1960 raddoppiando il numero degli abitanti, poi si è avuto un decennio di lieve calo e una ripresa fino al valore attuale del numero di abitanti. L'età media della popolazione è di 41 anni.
L'economia, che tradizionalmente traeva i suoi mezzi dall'attività agropastorale e dalla pesca, nel corso degli ultimi decenni si è rivolta all'industria grazie alla vicinanza di Santander con la sua cintura intensamente industrializzata e al turismo, attratto dalle bellezze naturali del territorio dall'esistenza di monumenti e complessi architettonici di particolare interesse culturale e di impianti per l'esercizio di sport, primo fra tutti il campo di golf inaugurato dalla regina Victoria Eugenia nel 1928.
La ripartizione della popolazione attiva a seconda del settore d'impiego registra infatti che la quota percentuale degli addetti al settore agropastorale è del 9,6%, a quello dell'edilizia del 10,6%, dell'industria del 23,4% e dei servizi del 57,3%. Il tasso di attività è del 51,9% rispetto al valore medio del 52,5% della Cantabria e quello di disoccupazione del 12,5% rispetto al valore medio di 14,2% della regione.
In questo comune è nato e morto Severiano Ballesteros, uno dei migliori golfisti di sempre.

## Storia
Grazie ai resti archeologici medioevali e preistorici rinvenuti nella Cueva del Moro, grotta del territorio di Gajano, ad altri resti romani e medievali trovati sul monte Mato e nelle necropoli di Orejo e Gajano si può affermare che la presenza umana nel territorio municipale è stata ininterrotta dal paleolitico in poi.
Nel medioevo, intorno al 1000, i paesi si formarono presso le chiese e nel Becerro de Behetrias del 1351, raccolta di atti relativi agli obblighi e ai diritti delle diverse località, appaiono citati Agüero ed Elechas come terre di realengo, cioè appartenenti direttamente al re, sotto il governo di Pedro Gonzalez de Agüero detto El Bueno.
L'attività della popolazione in quel periodo era nell'agricoltura, nell'allevamento del bestiame, nella pesca e raccolta di molluschi. Nel XVIII secolo in alcune marismas sottratte al mare si stabilirono delle imprese industriali. Nel 1822 si formò il comune costituzionale che nel 1835 nel corso della riforma amministrativa del regno spagnolo assunse il nome attuale e fece parte del partido, cioè del distretto, di Entrambasaguas che nel 1865 fece capo a Santoña e negli anni settanta del XX secolo fu integrato a Santander fino al 1992, quando passò a dipendere da Medio Cudeyo.

## Monumenti e luoghi d'interesse
- Conjunto Historico de Agůero, complesso di costruzioni di epoca medioevale dichiarato bien de intéres cultural.
- Castillo de los Agǖero, dei secoli XIII-XIV.
- Casa de Pedro Gonzalez de Agůero, del XIII secolo.
- Puente medieval, sul fiume Miera.
- Casa de Francisco de Montaňon Riba Cudejo, del XVII secolo.
- Casa Fuente, del XVIII secolo.
- Casa de Encina, del XVII secolo.
- Torre de Riva Herrera, del XVI secolo.
- Casona de Gomez Herrera, del XVIII secolo.
- Ermita de la Virgen del Carmen, del XVII secolo.
- Iglesia Parroquial de Gajano, dei secoli XVI e XVII.
- Iglesia Parroquial de Orejo, dei secoli dal XVI al XVIII.
- Iglesia Parroquial de Rubayo , dei secoli dal XVI al XVIII.
- Iglesia Parroquial de Setién, del XVII secolo.

Fa parte del patrimonio locale anche il Tesorillo de Ambojo dichiarato bien de intéres cultural, composto da monete medievali trovate a Pedreňa.

## Feste
San Isidro Labrador il 15 maggio a Rubayo, San Pedruco il 29 giugno a Pedreña il 29 giugno,Santa Maria Magdalena il 22 luglio a Setién, Santiago il 25 luglio a Orejo, San Pantaleon il 27 luglio a Pontejos, Virgen de las Nieves a Gajano il 5 agosto, San Roque il 16 agosto a Eubayo, il 28 agosto c'è la festa di Elechas.
Inoltre il 10 luglio si svolge ad Agüero il Concurso de ganado cioè del bestiame d'allevamento.
Importante è il Festival Interceltico che si svolge nei giorni 10-11 ottobre ad Agüero preceduto dal 2 al 9 ottobre dall'Interceltico pueblo a pueblo, negli altri paesi del comune, dove si esibiscono gruppi musicali spagnoli che eseguono musiche tradizionali cantabriche. Il festival successivo al quale partecipano anche gruppi musicali di musica popolare e rock di altre nazionalità, comprende l'esibizione di famosi gaiteros, cioè suonatori di gaita, la cornamusa, tipico strumento musicale locale, ed anche altre manifestazioni e gare oltre ad esibizioni di antiche danze.